# راج کوندرا
راج کوندرا (انگلیسی: Raj Kundra؛ زادهٔ ۹ سپتامبر ۱۹۷۵) کارآفرین و اهالی کسب‌وکار بریتانیایی هندی است، که در سال ۲۰۱۲ شرکت سوپر فایت لیگ را تأسیس کرد.